# Mainleus
Mainleus település Németországban, azon belül Bajorországban. Lakosainak száma 6545 fő (2023. december 31.).

## Népesség
A település népessége az elmúlt években az alábbi módon változott:
| Lakosok száma | 471  | 2444 | 3971 | 6189 | 6508 | 6449 | 6467 | 6437 | 6465 | 6545 |
|               | 1875 | 1950 | 1975 | 1987 | 2012 | 2014 | 2016 | 2017 | 2021 | 2023 |